# Dharmapala Raksita
Dharmapala Raksita ( Wylie : d+harma pA la rak Shi ta) ou Dama Barla, né en 1268, décédé le 24 décembre 1287 fut de 1280 à 1282 le chef des Sakyapa du clan Khön, une école du bouddhisme tibétain, la plus influente des écoles bouddhique au Tibet et plus généralement dans l'Empire mongol, sous la Dynastie Yuan. Il possédait également le titre de précepteur imperial (帝师 / 帝師, dìshī) de 1282 à 1286. Il succède à se poste à Rinchen Gyaltsen dont il est le neveu, ainsi qu'à celui de Sakya Trizin, de Drogön Chögyal Phagpa, dont il est également le neveu.
Il est le fils de Chakna Dorjé, lui-même frère de Drogön Chögyal Phagpa et de Rinchen Gyaltsen.
Jamyang Rinchen Gyeltsen (tibétain : ཇམ་དབྱངས་རིན་ཆེན་རྒྱལ་མཚན, Wylie : jam dbyangs rin chen rgyal mtshan) lui succède au poste de Sakya Trizin, et
Yeshe Rinchen au poste de dishi.